# Roberto Cenni
Roberto Cenni (n. 14 septembrie 1952, Prato, Italia) este un politician italian.